# Athetis melanomma
Athetis melanomma là một loài bướm đêm trong họ Noctuidae.